# لینوس توروالدز
لینوس بندیکت توروالدز (به سوئدی: Linus Benedict Torvalds؛ آوایش: ˈli:nɵs ˈtu:rvalds، ) (متولد ۲۸ دسامبر ۱۹۶۹ در هلسینکی فنلاند) یک مهندس نرم‌افزار فنلاندی-آمریکایی است که به خاطر آغاز و توسعهٔ هسته لینوکس و همچنین نرم‌افزار گیت شناخته می‌شود. او پس از چندی معمار ارشد پروژهٔ هسته لینوکس شد و هم‌اکنون مسئولیت هماهنگ کنندهٔ پروژه (هسته لینوکس) را بر عهده دارد.

## سال‌های آغازین
لینوس توروالدز در ۲۸ دسامبر ۱۹۶۹ (۷ دی ۱۳۴۸) در خانواده‌ای فنلاندی-سوئدی چشم به جهان گشود. پدرش نیلز توروالدز خبرنگار رادیو و تلویزیون و مادرش آنا خبرنگار خبرگزاری فنلاند است. پدر و مادر لینوس هردو در دوره دانشجویی از دانشجویان فعال چپ‌گرا بودند و در جنبش دانشجویی دانشگاه هلسینکی نقش عمده‌ای ایفا کردند. خانواده او جزء اقلیت سوئدی زبان (۵٫۵ درصد) جمعیت فنلاند بودند. نام توروالدز برگرفته از لینوس پاولینگ، برنده آمریکایی جایزه نوبل شیمی، به نام لینوس نام‌گذاری شد. همچنین در کتاب کد یاغی: لینوکس و انقلاب متن‌باز توروالدز نقل قول می‌کند که «من فکر می‌کنم که براساس شخصیت کارتونی لینوس در کارتون پینوتس نامگذاری شدم». یعنی نصفی از نام او براساس برنده جایزه نوبل شیمی و نصفی دیگر بر اساس یک شخصیت کارتونی پتو بر دوش است.
او انگیزه‌اش برای برنامه‌نویس‌شدن را اینگونه بیان می‌کند که پول کافی برای اجرای یونیکس بر روی دستگاه شخصی‌اش نداشته و دوستانش بازی‌هایی روی رایانه‌شان می‌کردند که او توان پرداخت برای آن‌ها را نداشت. برای رفع این نیاز به یادگیری برنامه‌نویسی روی آورد.
توروالدز از سال ۱۹۸۸ تا سال ۱۹۹۶ در دانشگاه هلسینکی در مقاطع لیسانس و فوق لیسانس از رشته مهندسی نرم‌افزار در گروه تحقیقاتی NODES بود تحصیلات آکادمیک او بعد از اولین سال از مطالعه او که به ارتش فنلاند پیوست متوقف شد، او به عنوان افسر برنامه‌های آموزشی به مدت ۱۱ ماه در ارتش فنلاند خدمت کرد. در ارتش او با درجه ستوان دومی، فرماندهی یک دسته در رسته توپخانه را برعهده داشت.
در سال ۱۹۹۰ مطالعات دانشگاهی خود را دوباره ادامه داد و برای اولین بار یونیکس را در قالب یک میکرو ویکس که التراایکس را اجرا می‌کرد منتشر کرد. عنوان مقالهٔ فوق لیسانس او لینوکس: یک سیستم‌عامل قابل حمل (Portable) بود.
علاقه او به کامپیوترها با یک کمودور VIC-۲۰ شروع شد. بعد از VIC-۲۰ او یک Sinclair QL خرید که تغییرات زیادی روی انجام داد به خصوص سیستم‌عامل آن را بیشتر از هر جاییش تغییر داد. یک زبان اسمبلی و یک ویرایشگر متن برای QL و همچنین چند بازی نوشت. او به عنوان نویسنده یک ماشین Pac-Man که Cool Man نامیده شد شناخته شده‌است. در پنجم ژانویه سال ۱۹۹۱ یک کامپیوتر IBM مبتنی بر اینتل ۸۰۳۸۶ خرید و یک ماه را با انجام بازی شاهزاده ایران (بازی رایانه‌ای) قبل از دریافت کپی مینیکس که باعث می‌شد که بتواند روی لینوکس کار کند گذراند.

## نام‌گذاری لینوکس
مقاله اصلی :تاریخچه لینوکس
در آغاز توروالدز خواست که هسته‌ای که خود توسعه داده بود، فریکس (freax) که ترکیبی از دو واژه انگلیسی رایگان(free) و عجیب (freak) نامگذاری کند، اما دوست او Ari Lemmke که مدیریت FTP سرور را در جایی که هسته برای اولین بار به منظور دانلود میزبانی شده بود بر عهده داشت، آن را پوشه لینوکس توروالدز نامگذاری کرد.

## شناخت و نشان تجاری
حدود ۲ درصد از هسته لینوکس همان‌طور که در سال ۲۰۰۶ توسط خود توروالدز نوشته شد. چون لینوکس هزاران پشتیبان دارد، همچین درصدی یک سهم شخصی بارز در سراسر کد را نمایش می‌دهد. توروالدز صلاحیت بررسی نهایی روی اینکه کد جدید نادرست وارد هسته لینوکس استاندارد شده‌است یا نه را هنوز بر عهده دارد.
توروالدز صاحب نشان تجاری لینوکس است و نحوه استفاده از آن را مخصوصاً در موسسه‌های نشان لینوکس کنترل می‌کند.

## زندگی شخصی
توروالدز با تاو مونی ازدواج کرد. توروالدز اولین بار در پاییز ۱۹۹۳ با تاو آشنا شد؛ وی در حال راه‌اندازی یک آزمایشگاه برای تمرینات دانش آموزان بود. او برای تست یک ایمیل به تویی فرستاد و تاو در جواب آن ایمیل با اون قرار گذاشته بود. لینوس و تاو بعد با هم ازدواج کردند و الان سه دختر دارند، پاتریشا، دانیلا و کلستی.

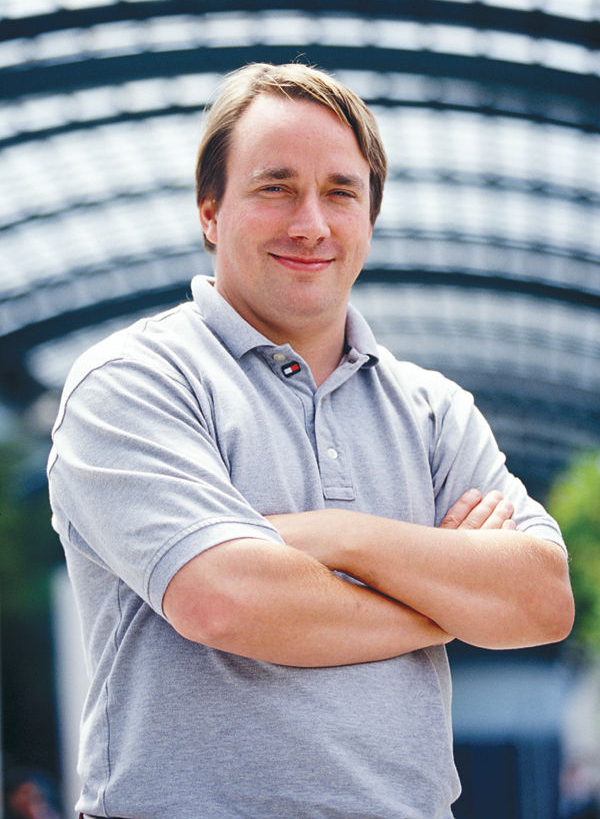
لینوس در سال ۲۰۰۲

در سال ۲۰۱۰ توروالدز شهروند ایالات متحده آمریکا شد و برای رای دادن در آمریکا ثبت نام کرد. او به هیچ گروه سیاسی در آمریکا وابسته نیست و می‌گوید:«کاملاً صریح بگویم من آنقدر غرور شخصی دارم که بخواهم با هر یک از آنها در ارتباط باشم».

## به رسمیت شناخته شدن
- در سال ۱۹۹۶ سیارک ۹۷۹۳ به نام توروالدز نام گذاری شد.
- در سال ۱۹۹۷ مدرک کارشناسی ارشد خود را از گروه علوم کامپیوتری دانشگاه هلسینکی دریافت کرد.
- در سال ۱۹۹۸ جایزهٔ EFF Pioneer Award را دریافت کرد.
- در سال ۱۹۹۹ دکترای افتخاری دانشگاه استکهلم را دریافت کرد.

همچنین بارها در مجله تایمز به او اشاره شده‌است به عنوان مثال:
- در سال ۲۰۰۰، نفر هفدهم در نظر سنجی مهم‌ترین اشخاص قرن شد.
- در سال ۲۰۰۴، از او به عنوان یکی از افرادی که بیشترین تأثیر را در جهان داشته‌اند یاد شده‌است.
- در سال ۲۰۰۶، در نسخهٔ اروپایی مجله از او به عنوان یکی از قهرمانان انقلابی شصت سال گذشته نام برده شده‌است. در سپتامبر ۲۰۱۳ در کنفرانس لینوکس‌کانف از توروالدز سؤال شد که آیا یکی از آژانس‌های دولتی از او درخواستی مبنی بر قرار دادن یک بک‌دور در لینوکس کرده‌است؟ او در حالی که سرش را به نشانه «بله» تکان می‌داد، کلمه «نه» را بر زبان آورد.[۱۰]

## آثار ترجمه شده به فارسی
فقط برای تفریح. لینوس توروالدز، دیوید دایاموند. مترجم جادی میرمیرانی. پژوهندگان راه دانش، ۱۳۹۵. شابک ‎۹۷۸-۶۰۰-۳۴۵-۱۵۳-۷